# 阿尔姆多夫
阿尔姆多夫（德語：Almdorf）是德国石勒苏益格－荷尔斯泰因州的一个市镇。总面积5.70平方公里，总人口537人，其中男性281人，女性256人（2011年12月31日），人口密度94人/平方公里。